# Phoxiphilyra interjecta
Phoxiphilyra interjecta is een zeespin uit de familie Phoxichilidiidae. De soort behoort tot het geslacht Phoxiphilyra. Phoxiphilyra interjecta werd in 2006 voor het eerst wetenschappelijk beschreven door Turpaeva. 